# Château de Villeneuve (Pleucadeuc)
Pour l’article homonyme, voir Château de Villeneuve.
Le château de Villeneuve est situé à Pleucadeuc en France.

## Localisation
Le château est situé sur le territoire de la commune de Pleucadeuc, au lieu-dit Villeneuve, dans le département du Morbihan en région Bretagne.

## Description
L’ancien château est détruit à la fin des travaux pour ménager les vues vers la pièce d’eau. La façade principale est désormais orientée au sud vers les bois et la prairie, le plan double en profondeur ménageant cependant un petit salon avec vue vers l'étang. Le grand escalier, en calcaire à rampe en fer forgé, occupe le volume central tandis qu'un salon s’ouvre au sud par trois ouvertures en plein cintre sur le bois et la prairie. Un escalier de service est logé dans la tour hors œuvre dont la partie supérieure abrite la citerne d'alimentation en eau du château : cette tour est à l'image de certains châteaux d'eau du nord de la France. La multiplicité des volumes de toiture a été un peu simplifiée par la suppression de quelques lucarnes et puits de lumière lors de la réfection de la couverture. Oriels et bow-windows contribuent à l'animation de la façade dans la tradition architecturale régionaliste et éclectique de la fin du XIXe siècle et multiplient les points de vue vers le parc. De nombreuses dépendances ont été construites soit à la fin du  XIXe siècle, soit en même temps que le nouveau château et témoignent de la variété des occupations et de la vie en quasi autarcie de ce vaste domaine. Les communs proprement dits, dont seule subsiste la partie ouest à usage de remise, se situaient de part et d'autre de la cour d'entrée, matérialisée par des murets, sans doute les vestiges des anciens murs d'enclos du manoir. Proche de l'avenue du Bel-Orient, la chapelle funéraire de plan octogonal est construite entièrement en pierre de taille de calcaire, y compris la couverture ; les angles sont cantonnés de colonnes à larges chapiteaux. La ferme au nord-est est un vaste édifice de type ferme modèle à plan en équerre : le logis au centre du long côté tranche sur les dépendances par son élévation principale enduite à étage carré, ses ouvertures en granite et sa toiture à croupes ; sur la façade postérieure cependant, les ouvertures sont en brique, comme les souches de cheminées, ce qui contribue à penser que l'ensemble de l’édifice est homogène. 
Le logis est encadré de deux longues étables ou écuries, en moellon, à ouvertures en plein cintre (arc en brique, pieds-droits en granite), scandées par des lucarnes passantes à toiture débordante, que l’on retrouve sur l'aile en retour qui abrite deux remises. Le long côté de la ferme occupe un des côtés du potager enclos de murs contre lequel s'appuie une serre. À proximité de la ferme, un séchoir octogonal est contemporain de la ferme, avec ses ouvertures en plein cintre en brique et granite. Divisé en deux niveaux, le second accessible par une porte haute, quatre de ses côtés étant pourvus de claire-voie. Un hangar à bateau construit sur la pièce d’eau, dont le pignon est ouvert directement dans l'étang. Construit en moellons et couvert d'ardoises, il est ouvert d’une porte au nord desservant un quai intérieur qui permet l'accès direct à la barque. 
Le parc d'une superficie de 160 hectares est sillonné d’allées forestières (allées du Bel-Orient, de Pocrio…) qui aboutissent à diverses grilles de l’enclos (grille des vaches au sud ; du Bel-Orient au sud-est ; du mail…) ; trois d'entre elles sont terminées par des pavillons. Le plus important lié à l'entrée principale a une extrémité polygonale sur la route, cette forme l'identifiant à une chapelle. À la grille du Bel-Orient, un pavillon plus modeste, à deux pièces inégales séparées par un mur de refend muni d'une cheminée, est isolé du parc par un saut-de-loup au tracé courbe, répété symétriquement de l'autre côté de la grille. Le parc serait l'œuvre, soit des frères Bühler, soit du paysagiste Noisette qui avait travaillé au jardin des plantes de Nantes. La rectitude des allées forestières incline plutôt à voir ce dernier comme auteur du parc, la caractéristique des réalisations des frères Bühler étant plutôt l'allée courbe ; mais les vestiges ici visibles sont plus ceux d'un parc de chasse, où la nécessité des voies droites est de mise. Plusieurs pierres mégalithiques, dont une dans l'étang, sont disséminées dans le parc.

## Historique
Le lieu noble est signalé dans la réformation de 1427, comme « hébergement antien » pour la famille Bolebar. Il est probable que les vestiges du manoir encore en place en 2000 à proximité du château remontaient plutôt au milieu du XVe siècle, d’après la forme des rampants du pignon ouest. Ce premier manoir avait été modernisé avec modification des ouvertures, augmenté d’une aile en retour à toiture à croupes aux XVIIIe et XIXe siècles, et transformé en dépendance lors de la construction du nouveau château, puis prolongé d’écuries, détruites vers 2005 avec le manoir. Les photos de sa démolition n’ont pas laissé voir de cheminées adossées au pignon ouest du XVe siècle : la souche de cheminée en brique ajoutée au XIXe siècle laisse penser qu’il n’y en avait pas de ce côté ; sur le pignon opposé au contraire, la haute souche ancienne portait deux conduits correspondant à la cheminée de la salle et à celle d’une chambre à l'étage. Quant à la tour d’escalier hors œuvre au sud, elle ne contenait pas d’escalier en pierre. Postérieur au manoir, le colombier en moellon, situé au nord-ouest, remonte probablement au XVIIe siècle ; les pierres d’encadrement de sa porte sont à arêtes vives. D’un diamètre intérieur de 7,60m, il est pourvu de 360 boulins. Le nouveau château est construit probablement dans la seconde moitié du XVIIIe siècle à l’ouest du manoir, au bord de la pièce d’eau, dont la date création n’est pas connue. Sur le plan cadastral de 1824, le nouveau bâtiment était relié à l’ancien manoir par un corps qui n’existait plus sur les vues de la fin du XIXVe siècle. Construit en plusieurs campagnes, il se composait d’un corps principal ouvert vers l'est et l'ancien manoir sur l'étang. À plan double en profondeur, il était enduit et couvert d'un toit à croupes brisées orné en son centre d'un campanile. À l'est, sur l’élévation principale à cinq travées, les trois travées médianes, correspondant peut-être à la première campagne de construction, étaient limitées par des pilastres colossaux ; la porte de la travée médiane, en légère avancée, était soulignée d’un fronton triangulaire. Le linteau des ouvertures de l’étage était protégé par un larmier. Deux ailes en retour, à deux travées et à la toiture un peu plus basse, peut-être légèrement postérieures, avaient été prolongées de pavillons carrés à haute toiture en pavillon sans doute à la fin du XIXe siècle, car ils ne figurent pas sur le cadastre de 1824. Ces pavillons étaient reliés sur la façade postérieure par un corps d’entrée sans étage à trois travées à toiture brisée : les clichés conservés ne permettent pas de savoir si cet ajout était contemporain ou antérieur aux pavillons. À l’extrémité sud du corps de logis, se trouvait une chapelle qui sera détruite lors de la construction du nouveau logis. Le château avait été acquis en 1810 par la veuve d’un banquier genevois, Nicolas de Sivry. On ne sait que lui attribuer comme travaux, mais sa fille ayant épousé le baron Roger, également suisse, qui releva le nom de Sivry, on admet que ce dernier est à l’origine de grands travaux dans le château : probablement l’augmentation du château et la construction de la plupart des dépendances, ainsi que de la mise en œuvre du grand parc. En 1923, à la suite des dommages de guerre reçus en compensation de propriétés familiales détruites dans l’Aisne lors du conflit de 1914-1918, la décision est prise de construire un logis plus éloigné de l’étang, et mieux orienté. Il est situé sur l'emplacement de la chapelle figurant sur le plan cadastral de 1824 à l’extrémité sud du château dont le nouveau logis n'est séparé que d'une faible largeur. Les plans en sont confiés à l'architecte parisien Léon-Maurice Chatenay. Celui propose un dessin de manoir anglo-normand, dans le style régionaliste, proche des réalisations de villégiature des stations normandes et bretonnes de la fin du XIXe siècle : l'alliance entre le pan de bois néo-urbain et la pierre blanche de style néogothique et Renaissance, la variété des volumes n'est pas sans évoquer le château de Montvillargenne, construit par le même architecte pour la baronne de Rotschild en 1900.
Il est inscrit à l'inventaire général du patrimoine culturel.